# Невеж (Великопольське воєводство)
Невеж (пол. Niewierz) — село в Польщі, у гміні Душники Шамотульського повіту Великопольського воєводства.
Населення — 482 особи (2011).
У 1975-1998 роках село належало до Познанського воєводства.

## Демографія
Демографічна структура станом на 31 березня 2011 року:
|          | Загалом | Допрацездатний вік | Працездатний вік | Постпрацездатний вік |
| -------- | ------- | ------------------ | ---------------- | -------------------- |
| Чоловіки | 254     | 59                 | 169              | 26                   |
| Жінки    | 228     | 52                 | 129              | 47                   |
| Разом    | 482     | 111                | 298              | 73                   |